# 皱纹柳
皱纹柳（学名：Salix vestita）为杨柳科柳属的植物。分布在西伯利亚、远东、蒙古、北美以及中国大陆的新疆等地，生长于海拔1,900米至2,000米的地区，多生在落叶松和西伯利亚红松林下，目前尚未由人工引种栽培。